# Dobre (gmina w województwie mazowieckim)
Dobre (daw. gmina Rudzienko) – gmina miejsko-wiejska w województwie mazowieckim, w powiecie mińskim. W latach 1975–1998 gmina położona była w województwie siedleckim.
Siedzibą gminy jest Dobre.
31 grudnia 2014 gminę zamieszkiwały 6028 osoby.
Gmina Dobre położona jest w centralno-wschodniej części Polski. Odległość Gminy Dobre od Warszawy wynosi 50 km, od Mińska Mazowieckiego – 20 km, od Siedlec – 56 km.

## Struktura powierzchni
Według danych z roku 2002 gmina Dobre ma obszar 124,85 km², w tym:
- użytki rolne: 75%
- użytki leśne: 19%

Gmina stanowi 10,72% powierzchni powiatu.

## Demografia

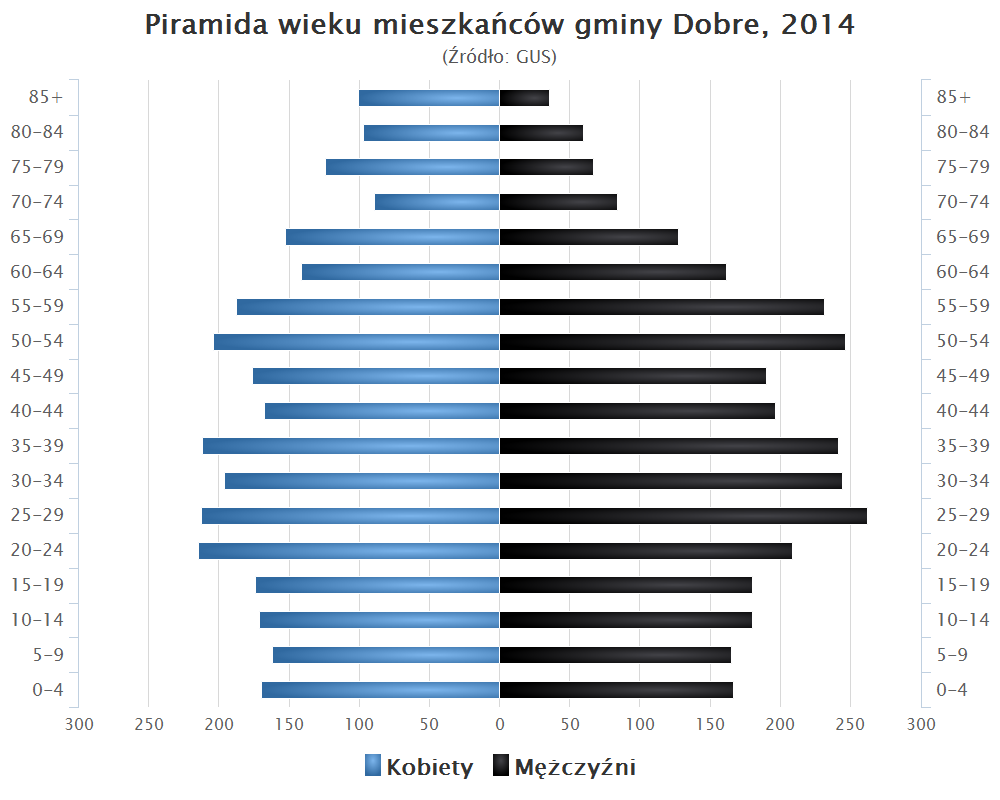
Piramida wieku mieszkańców gminy Dobre w 2014 roku

Dane z 31 grudnia 2011:
| Opis                              | Ogółem | Ogółem | Kobiety | Kobiety | Mężczyźni | Mężczyźni |
| --------------------------------- | ------ | ------ | ------- | ------- | --------- | --------- |
| jednostka                         | osób   | %      | osób    | %       | osób      | %         |
| populacja                         | 6014   | 100    | 2961    | 49,2    | 3053      | 50,8      |
| gęstość zaludnienia (mieszk./km²) | 48,2   | 48,2   | 23,8    | 23,8    | 24,5      | 24,5      |

## Sołectwa
Adamów, Antonina, Brzozowica, Czarnocin, Czarnogłów, Dobre (Dobre I, Dobre II, Dobre III),  Duchów, Drop, Gęsianka, Grabniak, Głęboczyca, Jaczewek, Joanin, Kąty-Borucza, Kobylanka, Makówiec Mały, Makówiec Duży, Marcelin, Mlęcin, Modecin, Nowa Wieś, Osęczyzna, Poręby Nowe, Poręby Stare, Pokrzywnik, Radoszyna, Rakówiec, Rąbierz-Kolonia, Ruda-Pniewnik, Rudno, Rudzienko, Rynia, Sąchocin, Sołki, Świdrów, Walentów, Wólka Czarnogłowska, Wólka Kokosia, Wólka Mlęcka, Wólka Kobylańska.

## Sąsiednie gminy
Jakubów, Kałuszyn, Korytnica, Stanisławów, Strachówka, Wierzbno